# Snow Flower and the Secret Fan
Snow Flower and the Secret Fan («la flor de nieve y el abanico secreto», editada en español como El abanico de seda) es una novela del año 2005 escrita por Lisa See, ambientada en la China imperial del siglo XIX. En la introducción de la novela, See escribe que Lirio blanco, la narradora, nació en 1823 — "el tercer año del reino del Emperador Daoguang. La novela empieza en 1903, cuando Lirio tiene 80 años de edad. Durante su vida, ella sobrevivió a cuatro emperadores: Emperador Daoguang (1820–1850), Emperador Xianfeng (1850–1861), Tongzhi (1861–1875) y Emperador Guangxu (1875–1908).

La novela recibió una mención de honor en los Premios Americanos de Literatura/Asia-Pacífico.

## Trama
En la provincia rural de Hunan , Lirio Blanco y su amiga Flor de Nieve son laotongs cuya relación es más cercana que la de marido y mujer. La tía de Lirio Blanco describe una pareja de laotongs de esta manera: «Una relación de dos laotong se realiza por elección con el propósito del compañerismo emocional y fidelidad eterna. Un matrimonio no es realizado por elección y tiene un único propósito, tener hijos».
Las dos niñas experimentan el doloroso proceso del vendado de pies al mismo tiempo, y se escriben cartas una a otra en un abanico escrito en Nü Shu, un tipo de escritura fonética secreta y exclusiva de las mujeres que la tía de Lirio Blanco les enseña.' Además del lenguaje mismo las dos niñas aprenden cuentos y canciones en Nü shu.
Ambas amigas nacen bajo el signo del caballo pero son bastante diferentes. Lirio es práctica con ambos pies firmemente emplazados en el suelo, mientras que Flor de Nieve intenta sobrevolar por encima de la vida de restricciones de las mujeres chinas del siglo XIX y ser libre. Sus vidas son también diferentes, Aunque Lirio viene de una familia relativamente pobre, sus pies son considerados hermosos y juegan un rol en su casamiendo con la familia más poderosa de la región. Lirio es más tarde conocida como la señora Lu, la mujer más influyente de la región y madre de cuatro niños saludables (tres hijos y una hija). Aunque Flor de Nieve viene de una antiguamente prospera familia, no es tan afortunada. Se casa con un carnicero, una profesión que es culturalmente considerada como la más baja de las profesiones, y tiene una vida miserable llena de hijos muertos y golpizas a manos de su marido.
La novela ilustra el sufrimiento humano de muchas maneras: el dolor físico y psíquico del vendado de los pies; el sufrimiento de las mujeres de la época que eran tratadas como propiedad; el terrible ascenso de las montañas para escapar de los horrores de la Rebelión Taiping; el doloroso retorno de las montañas con cadáveres por doquier. Algunos estiman que el número de gente muerta durante la revolución fue de aproximadamente 20 millones.
El tratamiento detallado del sufrimiento que Lirio Blanco y Flor de Nieve experimentan en su relación de laotong es un aspecto principal del libro. La necesidad de ser amada de Lirio y su incapacidad para perdonar lo que ella considera actos de traición la llevan a lastimar mucha gente, Flor de Nieve sobre todo. Creyendo que Flor de Nieve no le ha sido fiel, Lirio la traiciona compartiendo todos sus secretos a un grupo de mujeres, virtualmente destruyendo la reputación de Flor de Nieve. Cuando Flor de Nieve está muriendo, Lirio es llamada a su lado y la atiende hasta su muerte. Más tarde descubriría que Flor de Nieve nunca la traicionó y este conocimiento le traería remordimiento toda su vida, más tarde se convertiría, en protectora de los hijos de Flor de Nieve. 
Como el libro vuelve al presente (1903), Lirio es una mujer de 80 años que ha vivido unos 40 desde la muerte de su amiga. Su propio marido e hijos han desde entonces muerto y ella silenciosamente observa a la nueva generación en su hogar.

## Película
La versión fílmica de Snow Flower and the Secret Fan fue dirigida por Wayne Wang y producida por Florence Sloan, Wendi Murdoch, y Hugo Shong. Angela Workman adaptó el guion original, revisado por Ronald Bass y Michael Ray.
El film fue protagonizado por Li Bingbing, Jun Ji-hyun, Vivian Wu y Hugh Jackman.  La filmación en China comenzó en febrero del 2010. Fox Searchlight adquirió los derechos norteamericanos, y se estrenó el 15 de julio de 2011.

### Reseñas
- Ellen Emry Heltzel. "Bound Women in Charge". St. Petersburgh Times, 07/17/2005.
- Claire Hopley. "A Wealthy Woman's Life in China Not So Long Ago." Washington Times. 09/11/2005.
- Susan Kelley. "Snow Flower Unfolds Secrets."  USA Today, 07/13/2005.
- Bridget Kinsella.  "Seeing China." Publishers Weekly, 07/11/2005.
- Janet Maslin. "Books of the Times; 2 Women Cling in a Culture of Bound Feet". The New York Times, 08/15/2005
- Sara Payton. "Bound by Oppression and a Secret Tongue." San Francisco Chronicle, 07/03/2005.
- Clea Simon. "Novel's Powerful Prose Brings History to Life." The Boston Globe, 07/27/2005.
- Anna-Marie Slaughter. "Beyond Beijing: China's Past, Present, and Future." All Things Considered, 08/25/08.

- Datos: Q630508